# Von Paradis (krater)
von Paradis är en nedslagskrater med en diameter på 37 kilometer, på planeten Venus. von Paradis har fått sitt namn efter tonsättaren Maria Theresia von Paradis.